# Тигр Тіпу

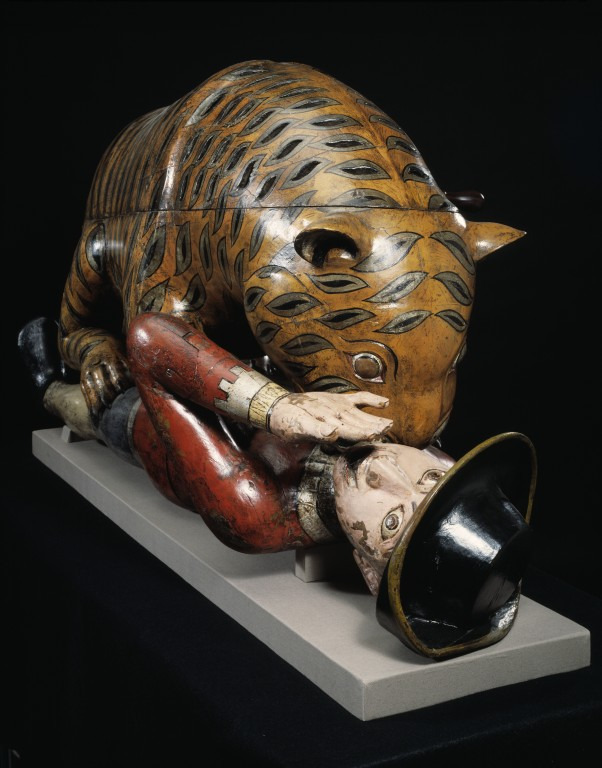

Тигр Тіпу — механічна іграшка XVIII століття, створена для Тіпу Султана, правителя князівства  Майсур в  Індії. Вирізаний з дерева і розписаний корпус є зображенням  тигра, що напав на британського солдата, виконаним майже натуральною величиною. Механізми, розташовані всередині тіл тигра і людини, дозволяють одній руці людини рухатися, а також імітують звуки зойків з рота людини і гарчання з пащі тигра. Крім того, за відкидними дверцятами на боковій стороні тигра міститься клавіатурна панель маленького  духового органа з 18-ма нотами.
Тигр був створений для Тіпу на основі його особистого герба у вигляді тигра та виражав його ненависть до свого ворога, британців з Британської Ост-Індської компанії. Тигра знайшли в літній резиденції Тіпу після того, як війська Ост-Індської компанії штурмували столицю Тіпу в 1799 році. Генерал-губернатор, лорд Морнінгтон, переслав тигра до Великої Британії, попервах маючи намір зробити його експонатом в лондонському Тауері. Вперше був виставлений для публіки Лондона в 1808 році в Ост-Індському домі, потім в будівлі Ост-Індської компанії в Лондоні, згодом тигр був переміщений в Музей Вікторії та Альберта в 1880 році (реєстраційний номер 2545 (IS)). В даний час іграшка є частиною постійної експозиції в «імператорських судах Південної Індії». З моменту прибуття до Лондона і по цей день тигр Тіпу є популярною принадою для відвідувачів.
Згадка про механічного тигра, шматуючого британця, є в незакінченій поемі Джона Кітса, «Ковпак з дзвіночками».